# Sphodromantis gracilis
Sphodromantis gracilis es una especie de mantis de la familia Mantidae.

## Distribución geográfica
Se encuentra en Transvaal (Sudáfrica).